# Erehof Kropswolde
Erehof Kropswolde is gelegen op de begraafplaats bij de kerk van Kropswolde in de Nederlandse provincie Groningen.
De oorlogsgraven liggen rechts vooraan op de begraafplaats. Het erehof bestaat uit vijf stenen met daarop de volgende namen:
| Naam                  | Functie                    | Onderdeel                         | Overleden  | Leeftijd |
| --------------------- | -------------------------- | --------------------------------- | ---------- | -------- |
| John Albert Frampton  | Flying Officer, piloot     | Royal Canadian Air Force          | 20-02-1944 | 19 jr    |
| John James Astles     | Pilot Officer, navigator   | Royal Canadian Air Force          | 20-02-1944 | 22       |
| Kenneth Witty Tindall | Sergeant, radiotelegrafist | Royal Air Force Volunteer Reserve | 20-02-1944 | 20/21    |
| Kenneth Smith         | Pilot Officer, schutter    | Royal Canadian Air Force          | 20-02-1944 | 21       |
| Kenneth Hugh Bennett  | Pilot Officer, schutter    | Royal Canadian Air Force          | 20-02-1944 | 19 jr    |

## Geschiedenis
Zeven mannen van het 408e squadron van de Royal Canadian Air Force werden neergehaald door een Duitse nachtjager, toen ze in de vroege ochtend van 20 februari 1944 met hun Lancaster B 2 DS 788 op de terugweg waren van Duitsland naar Yorkshire in Groot-Brittannië. Bommenrichter George Walker Reynolds en boordwerktuigkundige Frank William Charles Robertson wisten met een parachute het vliegtuig veilig te verlaten. De overige mannen stortten met hun brandend vliegtuig neer bij Wolfsbarge en overleefden het niet. Een losgeraakte benzinetank zette een plaatselijk café in brand. De vijf omgekomen militairen werden vijf dagen na de crash begraven in Kropswolde.